# 윈체스터 M1887
윈체스터 M1887은 존 브라우닝이 설계한 레버액션식 산탄총이다. 이 총은 1887년부터 1901년까지 생산되었다.

## 변형

### 윈체스터 M1901
1901년부터 1920년까지 생산된 윈체스터 M1887의 변형이다.

## 대중 문화
윈체스터 M1887은 비록 단종되어 쉽게 볼 수 없는 희귀품이 되었지만, 각종 영화나 게임에 심심치 않게 등장할만큼 인기있는 산탄총이다.
- 터미네이터 2
- 미이라 2
- 고스트 라이더
- 폴아웃: 뉴 베가스
- 바이오쇼크: 인피니트
- 콜 오브 듀티
- 월드워 히어로즈
- 파크라이3
- 파크라이4

## 같이 보기
- 산탄총
- 산탄총 목록